# Lemine Ould Dadde
Pour les articles homonymes, voir Mohamed Lemine.
Mohamed Lemine Ould Dadde, né en 1967, est un homme politique mauritanien et un militant pour les Droits de l'homme. Il défend et œuvre à l'adhésion de la Mauritanie au Conseil des droits de l'homme des Nations unies en mai 2010.
Il a été arrêté le 21 septembre 2010 et placé en détention provisoire à la prison civile de Nouakchott puis libéré sous caution le 26 décembre 2012.

## Biographie

### Enfance
Mohamed Lemine Ould Dadde est né le 24 septembre 1967 à Nouakchott en Mauritanie.

### Cursus Universitaire
Il effectue ses études supérieures à l’Université de Nouakchott à partir de 1986. Il obtient une maîtrise en informatique de gestion en 1990 puis il intègre l’Université de Paris Dauphine où il obtient un DEA informatique en 1991. En 2000, il intègre Science Po à Paris où il obtient un MBA en 2001.

### Carrière professionnelle
Il exerce plusieurs activités professionnelles dans l'informatique. Il est responsable du projet de passage à l’an 2000 au sein de la Banque El Wafa Mauritanienne Islamique (BAMIS) en Mauritanie.
Il enseigne l'économie à l’Université de Nouakchott.
Il dirige aussi une société de communication et marketing spécialisée dans l’affichage publicitaire (SINO Internationale) à Nouakchott.

### Engagement
Il milite dans plusieurs organisations de défense des Droits de l’homme en Mauritanie et en France comme SOS Esclaves . 
En 2008, il conduit une équipe de télévision de France 2 « Envoyé Spécial » pour un reportage sur le gavage des femmes, en Mauritanie. Universaliste convaincu, il dénonce ces pratiques traditionnelles quand elles violent la dignité humaine.
En 2009, il est l’un des acteurs du reportage présenté par la chaîne de télévision ARTE : Chasseur d’esclaves,, réalisé par Sophie Jeaneau. Il y parle de son passé et des relations avec son « frère », ancien esclave avec qui il a grandi. Il est certainement un des premiers maures à parler sans tabou sur ce sujet. Il explique comment à sa naissance il a reçu un esclave comme le veut la tradition Maure et comment il l'a affranchi dès sa majorité,.
À titre bénévole, il mène des actions en faveur des plus pauvres de sa région. Il est le correspondant local de l’association française « Jardins d’Espoirs » qui œuvre en Mauritanie depuis 2003. Avec cette association, il a contribué à la mise en place de congélateurs solaires, à l’électrification de 72 maisons et au développement des cultures maraîchères.

### Carrière Politique

#### Conscience et Résistance
Il milite dans le groupe d’opposition « Conscience et Résistance » (CR) dont il est membre fondateur, avant d'en prendre la présidence, en 2007, en succession de feu le Saïdou Kane. Conscience Résistance est un mouvement laïc, non-violent, anti-raciste et avantgardiste, et a pour objet de refonder le consensus social sur des bases de liberté, d’égalité et d’humanité. Par exemple, il dénonce les exactions commises et les violences à l’encontre des Négro-Africains, et notamment l’assassinat de dizaines de personnes entre 1988 et 1990.
Le mouvement dénonce aussi les exactions à l'encontre de la liberté de la presse et l'interdiction des associations œuvrant contre l'esclavage.
il est nommé, par un décret, Haut Commissaire aux Droits de l'Homme et à l'Action Humanitaire.

#### Commissariat aux Droits de l'Homme
Mohamed Lemine Ould Dadde est nommé Commissaire aux Droits de l'Homme, à l'Action Humanitaire et aux Relations avec la Société Civile dans le gouvernement de Moulaye Ould Mohamed Laghdhaf après l'accession au pouvoir du général Mohamed Ould Abdel Aziz en août 2008.
Son mandat prend fin par décret le 26 août 2010. Son successeur est Mohamed Abdallahi Ould Khattra,.
Pour Mohamed Lemine Ould Dadde, le programme politique du nouveau président et sa volonté de créer un Haut commissariat consacré aux questions des droits de l'homme est un espoir pour les plus démunis en Mauritanie.
Dès sa prise de fonctions, il apporte sa contribution au règlement du passif humanitaire, à l’organisation du rapatriement des exilés au Sénégal. Il met en place à ce titre des projets socio-économiques de réinsertion, pour les rapatriés.
Il élabore un programme d’éradication des séquelles de l’esclavage,,,,, et s’intéresse particulièrement à la zone communément appelée « triangle de la pauvreté », composée de 400 localités où résident majoritairement des « Haratins » (anciens esclaves).
Il concentre et soutient les actions autour des axes suivants :
- Hydraulique : Mise en place de pompes hydrauliques, construction de châteaux d’eau.
- Santé : Réhabilitation des centres de santé, mise à disposition d’ambulances.
- Agriculture : Introduction de charrues à traction animale, clôture des zones agricoles.
- Élevage : Construction des parcs de vaccination.
- Création d’activités génératrices de revenu : Boutiques communautaires, boucheries, boulangeries, moulins à grains.
- Sensibilisation et formation des populations sur les lois et conventions relatives à l’esclavage.
- Actions humanitaires d’urgence au profit de familles les plus pauvres et de familles sinistrées lors des inondations de juillet 2009 et octobre 2009[25],[26],[27].

Il met en place un programme d’éradication de la mendicité en Mauritanie. 
Ses services recensent 1 781 mendiants à Nouakchott. Le projet consiste à promouvoir des activités génératrices de revenus, à distribuer des vivres et aides sociales aux mendiants, à ouvrir plusieurs centres d’accueil à Nouakchott. Les bénéficiaires sont pris en charge avec trois repas par jour, ils bénéficient également d’une formation dans les métiers de la couture et de la fabrication du grillage.
Il met en place un fonds spécial d'appui aux organisations des droits de l'Homme.
Il apporte son soutien aux familles françaises des 3 Français tués le 24 décembre 2007 près d’Aleg par AQMI. Un an plus tard, jour pour jour, le 24 décembre 2008, il invite les familles françaises des victimes à participer à une cérémonie commémorative sur les lieux du crime. Au cours de cette cérémonie, une stèle en mémoire des victimes est posée.
Le 4 mars 2010 à Genève il obtient la signature d'un accord de création d'un bureau de terrain du Haut Commissariat des Nations unies en Mauritanie.
Le 13 mai 2010, la Mauritanie est officiellement élue membre du Conseil des droits de l'homme des Nations unies.

## L'affaire Ould Dadde
- En juin 2010, ses services font l’objet d’une enquête de l’inspection générale de l’état (IGE)[35].

- Mohamed Lemine Ould Dadde est limogé le 26 août 2010 par décret[36]. Les sources proches de la police indiquent que le limogeage de Ould Dadde est intervenu à la suite d'une inspection du contrôle général d'État (IGE) établissant la disparition de 271 millions d'ouguiyas (770 000 Euros) dans la trésorerie de son département[37],[38].

- Il est mis en demeure de restituer une somme importante sous 15 jours[39],[40]

- Ould Dadde réfute cette mise en demeure en faisant savoir par le biais de son avocat qu’il ne pourrait être question de rembourser des sommes qui n'ont pas été détournées et dénonce une procédure qui ne prend pas en compte son statut de ministre[41].

- Il est arrêté par la police pour subir un interrogatoire le 20 septembre 2010[42].

- Dès son arrestation, il entame une grève de la faim, pendant 3 jours, réclamant la présence de ses avocats et l’ouverture d’une enquête[43].

- Le 27 septembre 2010, après six jours de garde à vue il est déféré à la prison civile de Nouakchott[44].

- Son avocat Maître Ebety proteste contre le déferrement de son client, refusant au tribunal le droit de juger l'ancien Commissaire aux Droits de l'Homme. Il a notifié au Procureur que son client avait eu rang de ministre selon le décret du 24 décembre 2008 portant création du Commissariat aux droits de l'Homme et à l'action humanitaire et que, selon les textes en vigueur, il ne pouvait être jugé par un tribunal ordinaire mais par la Haute Cour de Justice[45].

- En novembre 2010, La défense dénonce une enquête bâclée et approximative et met en évidence l'inconsistence de l'accusation[46].

- En décembre 2010, il est auditionné par un juge, à trois reprises. À l’issue de ces auditions, le juge lance des commissions rogatoires pour rouvrir l’enquête auprès de la police financière[40]. Ce juge a alors été « promu » à d’autres fonctions quelques jours après[1].

- Le 3 mars 2011, un rapport contradictoire provisoire est publié par la Cour des Comptes. Ce rapport diffère fortement du rapport initial de IGE sur de nombreux points. La somme réclamée ’élève cette fois à près de 161 millions d'ouguiyas (soit 414 000 euros). Il à un mois pour répondre.

- Il fait une demande de liberté provisoire pour pouvoir travailler sur sa réponse. Celle-ci lui est refusée[47].

- Il répond à la Cour des Comptes du fond de sa prison. À ce jour, la Cour des Comptes n’a toujours pas délivré son rapport définitif et n'a pas accepté de l’entendre.

- Le 5 mai 2011, le ministère des affaires étrangères français déclare suivre l'affaire de près et demande à la Mauritanie une procédure et un procès juste et équitable[48].

- Le 23 mai 2011, le nouveau juge chargé de son dossier émet huit mises en demeure visant des hauts responsables du Commissariat aux Droits de l'Homme et des fournisseurs. Le juge ne statut pas sur sa détention et ne fournit aucune informations à la défense[49].

- Le 30 mai 2011, la Cour d'Appel annule les mises en demeure[50]. La défense dénonce plusieurs irrégularités à la suite de cette décision :  la destruction par la Cour d'Appel des lettres de mise en demeure, la non-divulgation de l'identité des destinataires de ces courriers à la défense, et l'absence d'information fournie au prévenu sur les évolutions de la procédure le concernant.

- Le 26 juin 2011, son comité de soutien organise une manifestation pour réclamer sa libération, non loin de l'ambassade de Mauritanie à Paris. Cette manifestation reçoit le soutien de nombreux hommes politiques et amis[51],[52]. Jacques Boutault adresse un discours poignant demandant la libération de Lemine[53],[54].

- Le 12 juillet 2011, la Cour Suprême confirme la décision de la Cour d'Appel d'annuler des mises en demeure, en indiquant un vice de forme. En effet, le juge n'avait pas autorité pour émettre ces mises en demeure.

- le 4 août 2011, une nouvelle demande de liberté provisoire est déposée. Mais celle-ci est à nouveau rejetée.

- Le 27 septembre 2011, un an après son emprisonnement, Mohamed Lemine Ould Dadde est encore maintenu détention provisoire à la prison civile de Nouakchott, sans savoir maintenant ce qu'on lui reproche.

- Dans le rapport 2011 d'Amnesty International, la Mauritanie est à nouveau pointée du doigt pour des pratiques de détention arbitraire en particulier envers les défenseurs des droits humains[55].

- Le 7 octobre 2011, la France s'inquiète et réitère sa demande pour un procès juste et équitable [56],[57],[58].

- Depuis octobre 2011, ses proches dénoncent une détention arbitraire[59],[60],[61],[62].

- Le 9 octobre 2011, Paul Jeanneteau, parlementaire français, s'engage en faveur de la libération de Lemine Ould Dadde [63],[64].

- Le 12 octobre 2011, l'organisation non gouvernementale SOS Esclaves, par la voix de son président Boubacar Ould Messaoud demande sa libération immédiate et dénonce  avec force sa détention arbitraire[65],[66],[67],[68],[69].

- Le 26 décembre 2012, Mohamed Lemine Ould Dadde est mis en liberté provisoire par le président de la Cour d'appel.

## Chronologie
- 24 septembre 1967 : Naissance en Mauritanie
- 31 août 2008 : Nomination par décret au poste de Commissaire aux Droits de l'homme, à l'action humanitaire et aux relations avec la société civile.
- 9 décembre 2008: Discours à l'occasion du 60e anniversaire de la Déclaration universelle des droits de l'homme[70]
- 4 mars 2010 : Discours de candidature de la Mauritanie au Conseil des droits de l'homme des Nations unies
- 26 août 2010 : Fin du mandat de Commissaire, par décret.
- depuis le 27 septembre 2010: Maintenu en détention provisoire à la prison civile de Nouakchott.
- Le 27 décembre 2012 : Sortie de prison[71],[72]. Mise en liberté provisoire, assortie d'une caution de 9 millions d'ouguiyas (près de 22 500 euros).

## Transcript
Transcript de l'intervention de Lemine dans Chasseur d'Esclave,
L: Lemine ; E : son frère de lait Etman, Q la journaliste;
Ce maure blanc descend d’une grande tribu. Et comme tout maitre que se respecte, à la naissance, il a reçu un héritage, un bien. Ce bien c’était un homme, Etman. Un esclave dont il va pourtant se séparer.
L: Viens, Viens avec moi, Tu te souviens du jour où je t’ai affranchi ?
E: C’est loin, c’était il y a 20 ans.
L: Je l’ai affranchi dans mon for intérieur, [lorsque j’étais] tout petit. Bien sûr, à ma majorité, je l’ai complètement affranchi. Je lui ai dit qu’il était un homme libre.
Q: Tu avais honte ?
L: Je n’avais pas honte de dire que c’était mon esclave, mais au fond de moi ça me faisait très mal qu’il soit esclave. C’était un peu ça ... dans mon for intérieur.
Q: mais du coup, tu es donc complètement différent des gens de ta famille, de ton père par exemple.
L: Oui, sur ce plan là, je suis complètement différent d’eux. Mon père, c’est une réalité, était esclavagiste, comme les gens de sa génération. Tous les Maures de sa génération avaient des esclaves. Ils avaient les moyens d’avoir des esclaves. Mon père en a hérité une partie, il en a acheté une autre. C’était comme ça. Il avait des animaux et il fallait bien que quelqu’un s’en occupe. L’usage, c’était de ne pas avoir des gens payés, mais des gens qui leur appartenaient.
Q: Est ce que ton père a aussi affranchi des esclaves ?
L: Oui, mon père a affranchi des esclaves. Il ne les affranchissait pas spontanément. Il y avait toujours une raison. C’est-à-dire que sur le plan religieux quand un musulman commettait certains péchés, il est prescrit dans la religion, qu’il doit affranchir un esclave, ou nourrir soixante personnes, ou jeûner un certain nombre de jours. Le choix le plus facile était de libérer un esclave.
Q: Parce que vous en aviez beaucoup ?
L: Oui ...parce qu’on en a beaucoup.
Pour renoncer à l’esclavage, Mohamed Lemine a dû faire un vrai travail sur lui-même. Il a dû rompre avec la tradition, pour devenir ce qu’il appelle un “maître affranchi”.
20 ans après, Mohamed Lemine est devenu un autre homme, un homme capable de partager un moment avec Etman, sans culpabiliser :
L: Il est bon ce mouton, il vaut mieux que je ne vienne pas trop souvent.
E: non au contraire
L: si tu tue un mouton à chaque fois que je viens, tu n’en auras plus ...
E:  ne t’inquiète pas, à chaque fois que tu viendras il y en aura un dans la marmite. Incha'Allah
L:  c’est mon frère !
Q: C’est ton frère ?
L: Oui,
Q: C’est ton frère de sang ?
L: Non, c’est mon frère de lait... J’ai tété sa mère... C’est avec le lait de sa mère que j’ai été élevé. J'étais tellement jaloux de lui quand il était petit. Parce qu’il pouvait aller jouer et faire ce qu’il voulait. Il pouvait aller monter sur les ânes, aller courir dans la rue et moi j’étais toujours surveillé pour faire mes devoirs.
Q: Il n’était pas jaloux de toi ?
L:  Tu ne peux pas lui poser cette question.
Q: Pourquoi ?
L:  On ne peut pas non plus comparer l'incomparable.
Il y a beaucoup de chose que, moi, je peux dire, et que je peux essayer de lui dire, pas pour lui ôter. Mais il ne faut oublier la position dans laquelle il était : ce n’était pas la meilleure.
Il faut qu’il mette du temps, comme moi j’ai mis du temps pour pouvoir me libérer de tous les tabous. Lui est-ce qu’il est arrivé à la même réflexion ? ça c’est autre chose.
C’est pas évident, hein ? C’est assez violent.
L: Je suis né maitre, il est né esclave, c’est comme ça. Ce n’est ni de sa faute, ni de la mienne. C’est comme ça. Lui, il a été privé de sa scolarité, Moi, on a tout fait pour que je fasse une bonne scolarité, que j’aille dans les écoles et les grandes universités. Ma famille s’est sacrifiée pour me permettre d’étudier et lui, par contre, on l’a sacrifié pour être un berger, quoi ...
L : C’est dur d’en parler, ça vient de mes tripes, ça vient de moi,
Q: C’est fort ce que tu viens de faire ! parce que personne ne le fait ...
L: En tout cas moi je l’ai fait ! J’espère que tout le monde le fera car, je pense que c’est une thérapie.